# برنارد كوان
برنارد كوان هو كاتب سيناريو وممثل كندي، ولد في 1922 في كندا، وتوفي في 17 يوليو 1990.

## وصلات خارجية
- برنارد كوان على موقع IMDb (الإنجليزية)
- برنارد كوان على موقع قاعدة بيانات الفيلم (الإنجليزية)
- برنارد كوان على موقع كينوبويسك (الروسية)